# Buccellati
Buccellati（ブチェラッティ）は、イタリアの高級宝飾ブランドである。 

## 解説
金細工師の名匠であるマリオ・ブチェラッティとその子ジャンマリア・ブチェラッティの名を冠したブランドである。 
すべての作品は手仕事で作られ、その繊細な彫金技術は世紀を超えて引き継がれてきた。 
イタリア･ルネサンス様式の宝飾技術を受け継いだレースワークやエングレービングなど精緻なジュエリーのほかにも、カトラリーや銀器、ウォッチなどを製作しており、幅広いコレクションがブチェラッティファミリーによって展開されている。

## 歴史
ブチェラッティ家の歴史によれば、18世紀半ば、コンタルド・ブチェラッティがミラノで金細工師として働いていたのがジュエリー業界への最初の進出とされている。 
1903年、マリオ・ブチェラッティがミラノの名門ベルトラミで修行し、1919年、ミラノはラルゴ・サンタ・マルゲリータに自らの名を冠した最初のブティックを構えた。1954年にはニューヨークの5番街、1958年にはフロリダ州パームビーチのワース通りに店舗を拡大して、海外事業の展開を始めた。 
1949年、マリオ・ブチェラティは、英国王室による数百年ぶりのバチカン市国訪問を記念して、教皇ピウス12世からマーガレット王女のためのアイコンの制作を依頼された。この作品は、今日、トスカーナのキアンチャーノ美術館で鑑賞することができる。 
1965年、マリオの死後、会社の経営は5人の息子のうち4人が行った（ルカ、ロレンツォ、フェデリコ、ジャンマリア。末っ子のジョルジョはアメリカで有名な考古学者になる）。 1969年まで一緒に働き（1967年にミラノの店をモンテ・ナポレオーネ通りに移転させたのも息子たち）、その後は分裂した。 
ルカがニューヨーク事務所の責任者となる一方で、 ジャンマリアは1971年に新ブランド「ジャンマリア・ブチェラッティ」を立ち上げ、海外にもショップを展開し、パリのヴァンドーム広場にあるジュエリー・オリンパスにもイタリア人として初めて自身のブランドでショップをオープンした 。フェデリコも後に「デルヴァリーノ」として知られる自身のブランドを立ち上げた（ローマではコンドッティ通りのショップ責任者であった）。 
日本では1972年より和光にて展開をスタート。 
1973年、ジャンマリア・ブチェラッティがイタリア宝石協会(IGI)を設立。以後、25年間にわたりプレジデントを務める。
2011年には2つのブランド、マリオ・ブチェラッティとジャンマリア・ブチェラッティの合併により、ブチェラッティ・ホールディングス・イタリア社が誕生した。 
2013年より、ジャンマリア・ブチェラティが名誉会長に就任した。息子のアンドレアが経営を引き継ぎ、娘のルクレツィアがアーティスト兼クリエイティブ・ディレクターとして参画。 
2016年12月、中国のガンスー・ガンタイ・ホールディング（甘粛剛泰控股集団）に1億9500万ユーロで資本の85％を売却した。残りの15％はブチェラッティ一族と投資会社のクレシドラが取得した。
2019年9月、リシュモンはガンタイからブチェラッティの100%を買収した。 
2021年9月には、東京・銀座に日本初のブチェラッティ旗艦店がオープンしている。

## 店舗拡大
新会社の所有権はジャンマリア・ブチェラッティが51％、金融会社のシメストが40％以上を持ち、ロレンツォの息子ルカは3％の経営指導権を保持した。
ジャンマリアは、パリのヴァンドーム広場、ロンドン、モスクワ、東京、大阪、名古屋、香港、ミラノのモンテ・ナポレオン経由、コスタ・スメラルダ、カプリ、エルバ、ビバリーヒルズのロデオドライブ、アスペン、シドニーに店舗を広げた。 
2013年、投資ファンドのクレシドラがブチェラッティの資本の大部分を引き継ぎ、ブチェラッティの直営店を通じてビジネスをさらに拡大した。 
金細工師と起業家としてのジャンマリアの仕事ぶりにいくつかの賞が与えられている。そして、2015年に他界したジャンマリアは、金細工師、企業家としての功績が認められ、さまざまな賞を受賞した。 
なお、「フェデリーコ・ブチェラッティ（Federico Buccellati）」は創業ファミリーが立ち上げたローマに本店を構えるジュエリーブランドで、現在ブチェラッティとは別ブランドとして展開している。

## 作品の特徴
ブチェラッティ一族の主なデザインの功績は、1920年代から1960年代までの40年間に及んでいる。ブチェラッティ作品の最大の特徴は、その豊かな質感にある。マリオ・ブチェラティは、テクスチャー・エングレービングという技法を初めて導入した人物である。 
最も有名なエングレービング技法は、リガート（金属の表面に平行な線を刻み、光沢を出す）、テラート（細かいクロスハッチラインでリネンの表面を模した質感）、セグリナート（あらゆる方向に彫り、質感を重ねる）、オルナート（動物、葉、花などの自然の形態をもとにした装飾）などがある。 
大詩人ダヌンツィオに「金細工の魔術師」と讃えられた。 
ある宝飾史家は、「表面のあらゆる部分が、目に見えるか見えないかにかかわらず、さまざまな彫刻技法で加工され、仕上げられている」と述べている。
作品の表面は、しばしばリネン、チュール、レースなどの上質な布地に似ている。穿孔技法は、ハニカム、レース、ウェビングのような外観を再現している。 
宝石を使用する場合は、カボション、エメラルド、ルビーの彫刻、ローズカットのダイヤモンドなど、珍しいものを使用することが多い。自然主義的なモチーフもよく見られる。

## 代表的なコレクション
マクリ
マクリコレクションでは、ハンドメイドのエングレービングによって得られるリガートとオルナートの技法が特徴。最も初期のデザインであるマクリは、ジャンマリア・ブチェラッティによって華やかなデザインへと進化した。表面は波状で、ブリリアントカットダイヤモンドが小さな星型のロゼットで飾られている。小さく輝くゴールドビーズが、不透明なテクスチャーとダイヤモンドの光と戯れている。ジャンマリアの娘のマリア・クリスティーナの名前を参考にコレクション名が付けられた。
オペラ
オペラコレクションは、ブチェラッティロゴをメインモチーフとしている。放射線状のチュール構図は、最もブチェラッティらしい特徴である。ロゴモチーフは、オニキスやマザーオブパールやカラーエナメル素材であり、チュール仕上げのオープンワークの美しさと軽やかさが魅力。
ハワイ
ハワイコレクションは、1930年代に創業者マリオ・ブチェラティのひらめきで誕生し、そのモダンなデザインでたちまち人気を博した。現代においても相変わらずブチェラッティのベストセラーであり続けている。糸のように細いゴールドの輪をひとつひとつ手で縒り合わせ、完璧な技術でブレスレット、ロング＆ショートネックレス、ペンダントイヤリングに仕上げたそのデザインは、時を経ても変わることなく、ブチェラティのベストセラーとなっている。ホワイト・イエロー・ピンクゴールドのほか、それぞれをエレガントに組み合わせたものがある。
チュール
チュールと呼ばれるこの技法は、ハイジュエリーの中でも最も複雑なものの一つ。半ミリの金の板に手作業で穴を開け、その中に極小の六角形のセルを形成するのに1カ月近くかかる。そのデザインは絶妙なハニカムのテクスチャを浮かび上がらせるものになっている。
ラマージュ
ルネッサンス時代にインスパイアされたラマージュは、1920年代にはすでに人気を博していたブチェラティのクラシックパターン。金細工師は1ミリ厚のゴールドプレートに手作業で穴を開け、ダイヤモンドを配して枝や小さな葉のシルエットを作り出す。マリオ・ブチェラッティによってデザインされた葉と花のディテールは、ジャンマリア、アンドレアへと継承された。
ロンビ
ブチェラティが愛した自然の要素が、幾何学的な形状に様式化されている。1920年代にマリオ・ブチェラッティによってデザインされたティアラのロンビパターンが最初の例である。ジャンマリアの代になり、今日知られているようなデザインができた。彼はペルシャ絨毯を大変好み、その幾何学的なモチーフをジュエリーで再現したいという考えから、3列ひし形が並ぶエターナル・リングが誕生した。中央にはホワイトゴールドのひし形とラインをイエローゴールドの縁で囲んである。